# RHV Snelwiek
R.H.V. Snelwiek was een handbalvereniging uit Rotterdam, gevestigd in Zuidwijk. Snelwiek was opgericht in 1941. Snelwiek was gehuisvest aan de Oldegaarde, waar de voetbalvereniging Zwart-Wit '28 gevestigd was. In 2019 werd bekend dat Snelwiek samen met HARO bekend onder de vlag van voetbalclub Feyenoord als multisportclub verder te gaan.

## Ontstaan R.H.V. Snelwiek
R.H.V. Snelwiek was ontstaan uit het Zuider Volkshuis, in de volksmond 'de Brink'. In de naam 'Snelwiek' zitten de elementen snelheid en vogel. Het bombardement op Rotterdam op 14 mei 1940 zorgde voor een grote toeloop naar het Zuider Volkshuis. Op 1 oktober 1941 werd ten huize van de familie Krost in de Immobiliastraat een nieuwe handbalvereniging opgericht. Co van der Weijde werd secretaris en Martin van Hintum penningmeester. Kees Kros werd voorzitter van de vereniging. De overige bestuursleden waren Cor Feenstra, Gerrit ter Woort en Johan Stel. De contributie, die ongeveer vijf cent bedroeg, werd door Bep van Vliet elke week aan huis opgehaald. Hoewel materiaal nog niet voorhanden was werd Jan Versloot alvast aangesteld als materiaalman. De allereerste wedstrijd van De Snelwiek werd gespeeld op Laag Zestienhoven. De tegenstander was Dynamo. Na een jaar herenhandbal werd in 1942 het dameshandbal geïntroduceerd.
In 1966 werd het eigen gebouwde clubhuis aan de Oldegaarde geopend door de toenmalige wethouder Langerak. In 1991 werd een 50-uur durende handbalwedstrijd georganiseerd ter ere van het 50-jarig bestaan van R.H.V. Snelwiek. Met tegenstanders als Hermes, Hellas, W.I.K, Saturnus en andere werd er 50 uur achter elkaar gehandbald. Er werd een aanval gedaan op het wereldduurrecord van een Belgische vereniging, en dat werd gehaald. Ook in 2001 werd deze actie ondernomen ter gelegenheid van het 60-jarig bestaan van Snelwiek. In 2004 deed dames 1 ook een wereldduurrecordpoging. Ditmaal werd er aangevallen op het wereldrecord van het 'beachhandbal', hetgeen Snelwiek met succes heeft afgerond.

## Resultaten
- 2002 3e
Tweede divisie C
- 2003 2e
Regioklasse B
- 2004 7e
Regioklasse B
- 2005
- 2006
- 2007
- 2008
- 2009
- 2010
- 2011
- 2012
- 2013
- 2014
- 2015
- 2016 3e
Tweede divisie A
- 2017 7e
Eerste divisie
- 2018 11e
Eerste divisie
- 2019 10e
Tweede divisie

- Eerste divisie
- Tweede divisie
- Hoofdklasse

## Kooihandbal
Snelwiek is tevens de bedenker van de nieuwe variatie van handbal: kooihandbal. Kooihandbal wordt gespeeld in een opblaasbare kooi, waarvan de meeste regels van beachhandbal ongeveer hetzelfde zijn. Met een vliegertje of een ander mooi doelpunt kan je 2 punten behalen in plaats van 1. Ook als de keeper scoort is het twee punten. In 2007 gingen enkele leden van Snelwiek naar Limburg om het kooihandbal te promoten.

## Feyenoord Handbal
In 11 mei 2018 maakten HARO/Snelwiek (handbal), Rotterdam Basketbal (basketbal), HC Feijenoord (hockey), TPP-Rotterdam (zaalvoetbal) en Feyenoord (voetbal) bekend om als een multisportclub te gaan spelen onder de vlag van voetbalclub Feyenoord.
Atomium'61 · ETC · De Meeuwen · Feyenoord Handbal · Indus'67 · Roda '71 · SDS '18